# Ватинян, Рудольф Мамиконович
Рудольф Мамиконович Ватинян (12 мая 1941, Дилижан, Армянская ССР — 2 января 2021) — советский и армянский кинооператор, педагог.
В 1960—1964 годах работал в Дилижанском городском комитете ЛКСМ Армении. Затем поступил во ВГИК (мастерская Б. Волчека) и в 1969 году окончил его. С 1970 года работал на киностудии «Арменфильм».
С 1980 года преподавал на факультете культуры Армянского педагогического института, с 1994 — также в Ереванском институте театра и кино.
Секретарь Союза кинематографистов Армении.

## Фильмография
- 1969 — Фотография (короткометражный)
- 1970 — Бондарь (короткометражный)
- 1972 — Армянские фрески (документальный)
- 1974 — Жёлтый тондыр (короткометражный)
- 1975 — Этот зелёный, красный мир
- 1975 — Рыжий самолёт
- 1977 — Приехали на конкурс повара
- 1978 — Ещё пять дней
- 1978 — Август
- 1979 — Умри на коне
- 1980 — Автомобиль на крыше
- 1981 — Командировка в санаторий
- 1982 — Происшествие в июле (короткометражный)
- 1982 — Песнь прошедших дней
- 1983 — Огонь, мерцающий в ночи
- 1984 — Танго нашего детства
- 1985 — Куда идёшь, солдат?
- 1986 — Пока живём
- 1988 — Дыхание
- 1990 — Пегий пёс, бегущий краем моря (СССР, Германия)
- 1991 — Загнанные
- 1993 — Финиш (Армения)
- 1993 — Бюст (Армения, короткометражный)
- 1997 — Господи, помилуй (Армения)
- 1999 — Листопад над Антаресом (Армения, короткометражный)
- 2000 — Весёлый автобус (Армения)
- 2009 — Граница (Армения, Нидерланды, документальный)